# コんガらガっち
コんガらガっち は、NHKの子供向け番組『ピタゴラスイッチ』の制作に携わるクリエイティブグループ・ユーフラテスによって制作されたキャラクター。また、同名の絵本シリーズ。

## 概要
いるかともぐらがこんがらがってできた生物、いぐらを主人公とし、その他多くのキャラクターが登場する。
元々は明治のサイコロキャラメル80周年記念で制作され、その後朝日小学生新聞に4コマ漫画として連載。『あたまがコんガらガっち劇場』というタイトルで書籍化もされている。

## キャラクター
上12種類×下12種類＝全144のキャラクター（コんガらガっち）が存在する。ここでは、その内の一部を紹介する。
- いぐら
本作の中心的存在。いるかともぐらがこんがらがってできた生物。
記入漏れが多い。好物は餅とハンバーグ。
- たらす
たことからすがこんがらがってできた生物。
木のにおいが好き。くしゃみをすると分裂する。
- もこ
もぐらとたこがこんがらがってできた生物。
おっちょこちょいで、急に止まれない。
- うくい
うさぎとアリクイがこんがらがってできた生物。バナナとパイナップルがこんがらがった果物「バナナップル」が好物らしい。
- ありるか
アリクイといるかがこんがらがってできた生物。
早口言葉が苦手。
- さるー
さるとカンガルーがこんがらがってできた生物。
コンセントを抜いてまわる。
- きのさうるす
キリンとティラノサウルスがこんがらがってできた生物。
煙草の煙に弱い。
- むなかい
むささびとトナカイがこんがらがってできた生物。
群れで行動する。
- かんがくい
カンガルーとアリクイがこんがらがってできた生物。
寝ると起きられない。
- うるか
うさぎといるかがこんがらがってできた生物。
タンポポの綿毛を吹いてまわる。
- かる
からすとさるがこんがらがってできた生物。
子守唄ですぐ寝る。

## 書籍情報
- 『コんガらガっち どっちにすすむ？の本』小学館
  - 2009年3月17日発売、ISBN 978-4-09-726372-2
- 『コんガらガっち あっちこっちすすめ！の本』小学館
  - 2009年11月18日発売、ISBN 978-4-09-726400-2
- 『コんガらガっち おそるおそるすすめ！の本』小学館
  - 2010年12月13日発売、ISBN 978-4-09-726431-6
- 『あたまがコんガらガっち劇場』小学館
  - 2009年3月17日発売、ISBN 978-4-09-387845-6
- 『あたまがコんガらガっち劇場「りりりりりりりりり」の謎』小学館
  - 2016年8月8日発売、ISBN 978-4-09-227188-3